# Ghiacciaio Canham
Il ghiacciaio Canham è un ghiacciaio lungo circa 60 km situato sulla costa di Oates, nella regione nord-occidentale della Dipendenza di Ross, in Antartide. In particolare, il ghiacciaio, il cui punto più alto si trova a circa 2000 m s.l.m., ha origine dal versante nord-occidentale del nevaio Evans e da qui fluisce verso nord-ovest scorrendo tra la dorsale Alamein e la dorsale Salamander, nei monti Freyberg, fino ad unire il proprio flusso, a cui lungo il percorso di uniscono quelli di diversi tributari, tra cui il ghiacciaio Hoshko, a quello del ghiacciaio Rennick, a nord dell'estremità settentrionale della sopraccitata dorsale Alamein.

## Storia
Il ghiacciaio Canham è stato mappato da membri dello United States Geological Survey grazie a fotografie scattate durante ricognizioni aeree effettuate dalla marina militare statunitense nel periodo 1960-62, ed è stato poi così battezzato dal comitato consultivo dei nomi antartici in onore del tenente comandante della marina militare statunitense David W. Canham, Jr., ufficiale in comando presso la stazione di ricerca McMurdo nel 1956.

## Mappe
Di seguito una serie di mappe in scala 1:250 000 realizzate dallo USGS in cui è possibile vedere il flusso del ghiacciaio Canham in tutta la sua estensione:

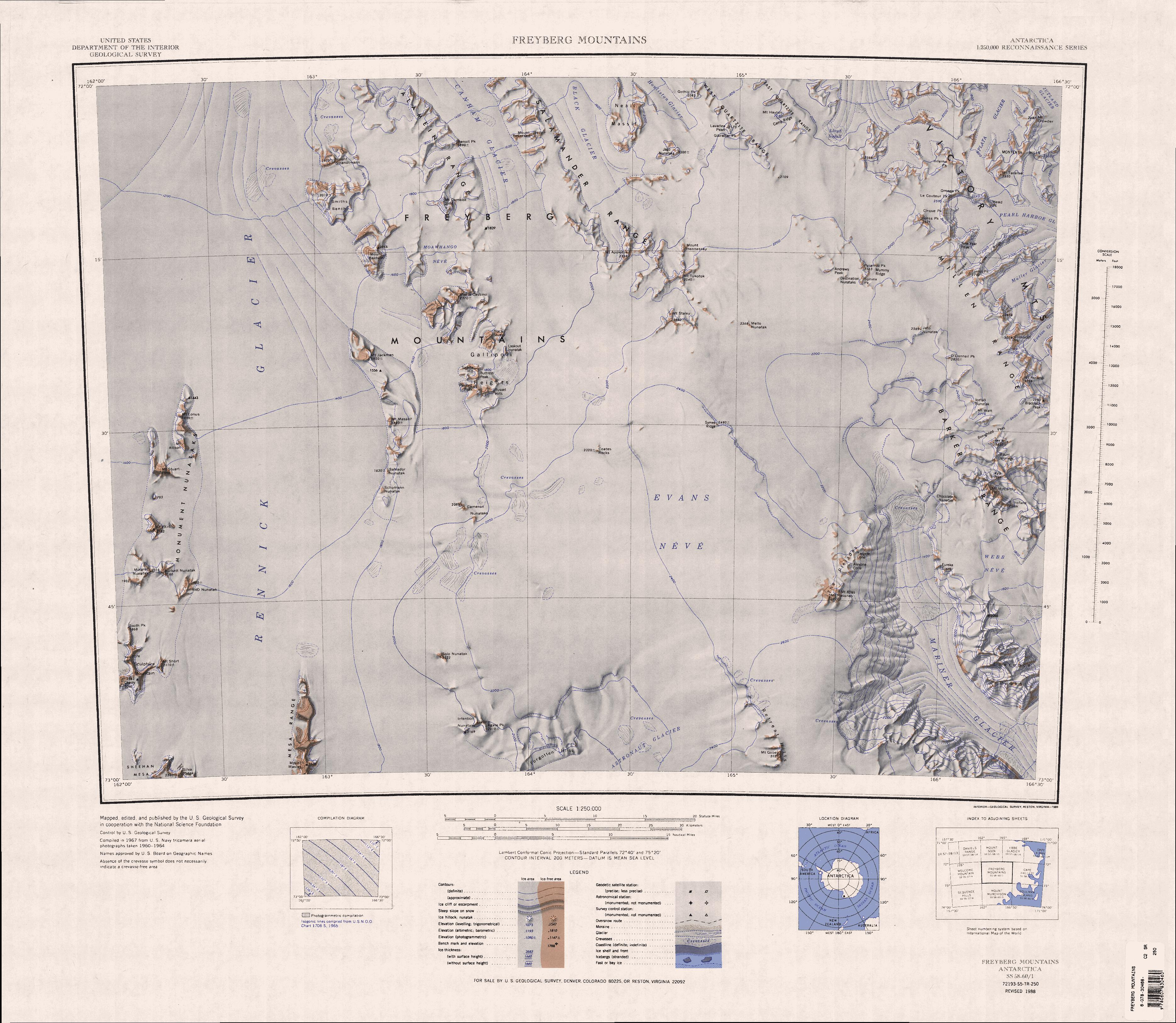
La parte meridionale del flusso del ghiacciaio.
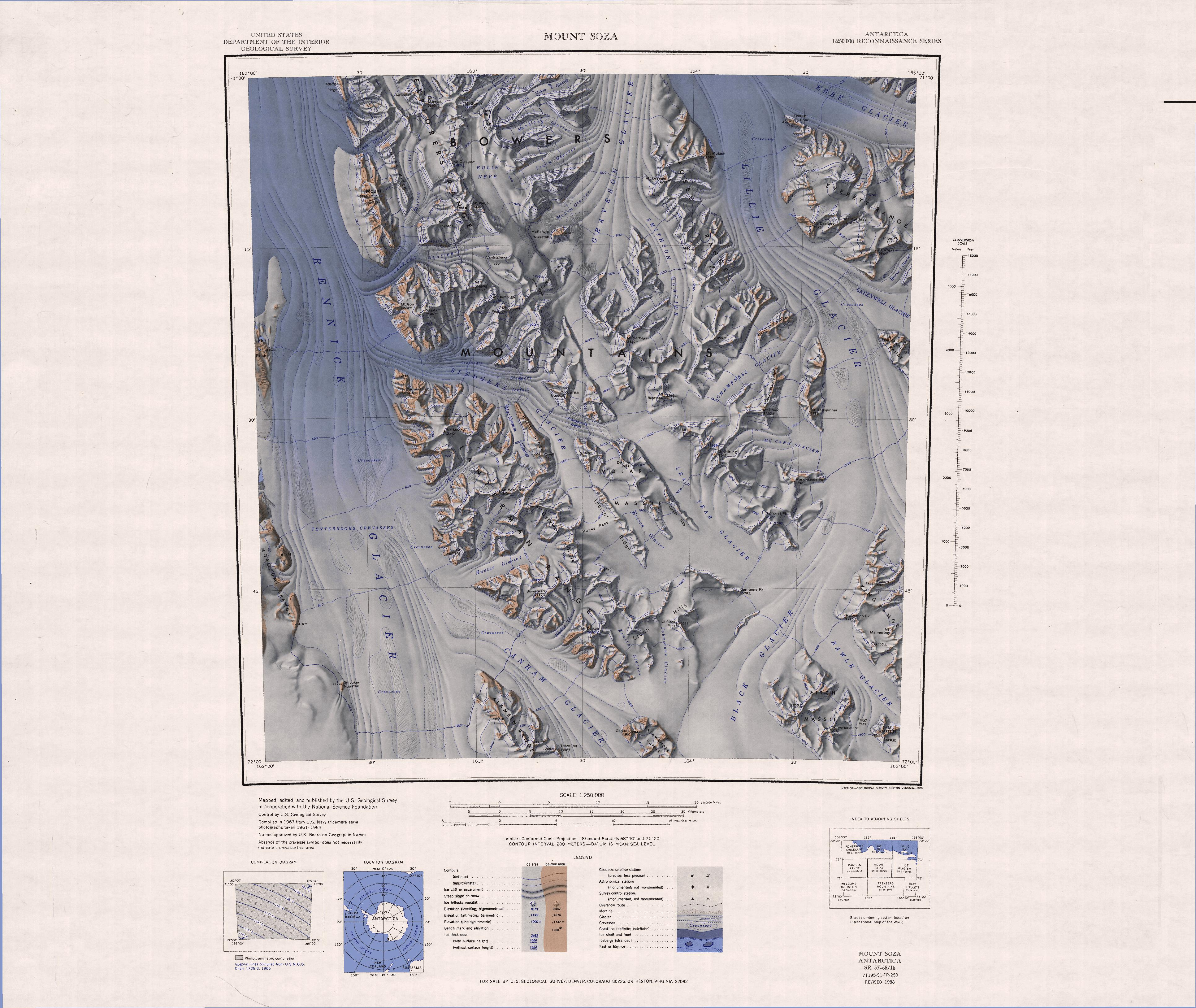
La parte settentrionale del flusso del ghiacciaio.